# درة ناريثا زرقاء الوجه
دُرَّة ناريثا زرقاء الوجه (الاسم العلمي: Northiella narethae) أو ببغاء ناريثا هو طائر يوجد في منطقة نائية وجافة في أستراليا.
وهي أحد نوعي جنس درة نورث (الاسم العلمي: Northiella)، وسُجِّلَت أول مرة في عام 1921 في وسط أستراليا [الإنجليزية].